# StandArt (Album)
StandArt ist ein Jazzalbum von Tigran Hamasyan. Die im Frühjahr 2021 in Los Angeles entstandenen Aufnahmen erschienen am 29. April 2022 auf Nonesuch Records. Es ist Hamasyans erstes Album mit amerikanischen Standards der 1920er- bis 1950er-Jahre, u. a. von Richard Rodgers, Charlie Parker, Jerome David Kern und David Raksin.

## Hintergrund
Die Musik auf StandArt wird von Tigran Hamasyans Klaviertrio mit dem Bassisten Matt Brewer und dem Schlagzeuger Justin Brown dargeboten, ergänzt durch die Gastmusiker, Joshua Redman in Charlie Parkers „Big Foot“, Mark Turner  in „All The Things You Are“ und Ambrose Akinmusire in „I Should Care“. „Die Idee war, sich mit diesen Melodien Freiheiten zu nehmen. Dieselben Freiheiten nehme ich mir beispielsweise bei armenischer Volksmusik oder Melodien, die ich schreibe. Es ist, als hätte ich die Melodie geschrieben“, sagte der Musiker.

## Titelliste
- Tigran Hamasyan: StandArt ()[2]

1. De-Dah  (Elmo Hope)
2. I Didn’t Know What Time It Was (Richard Rodgers/Lorenz Hart)
3. All the Things You Are (Jerome Kern, Oscar Hammerstein II)
4. Big Foot (Charlie Parker)
5. When a Woman Loves a Man (Bernard Hanighen, Gordon Jenkins, Johnny Mercer)
6. Softly, as in a Morning Sunrise (Sigmund Romberg, Oscar Hammerstein II)
7. I Should Care (Axel Stordahl, Paul Weston, Sammy Cahn)
8. Invasion During an Operetta (Tigran Hamasyan/Ambrose Akinmusire/Matt Brewer/Justin Brown)
9. Laura (David Raksin, Johnny Mercer)

## Rezeption
Matt Micucci schrieb in Jazziz, das Album biete die Gelegenheit, mit ihm über seine Liebe und Bewunderung für amerikanische Standards zu sprechen, sowie über den Einfluss seines armenischen Hintergrunds und der Volkstraditionen seines Heimatlandes Armenien und die Freiheit, die seine Musik ausdrückt und zu seiner Etablierung beigetragen habe als einer der heutigen Top-Namen in der kreativen Musik.

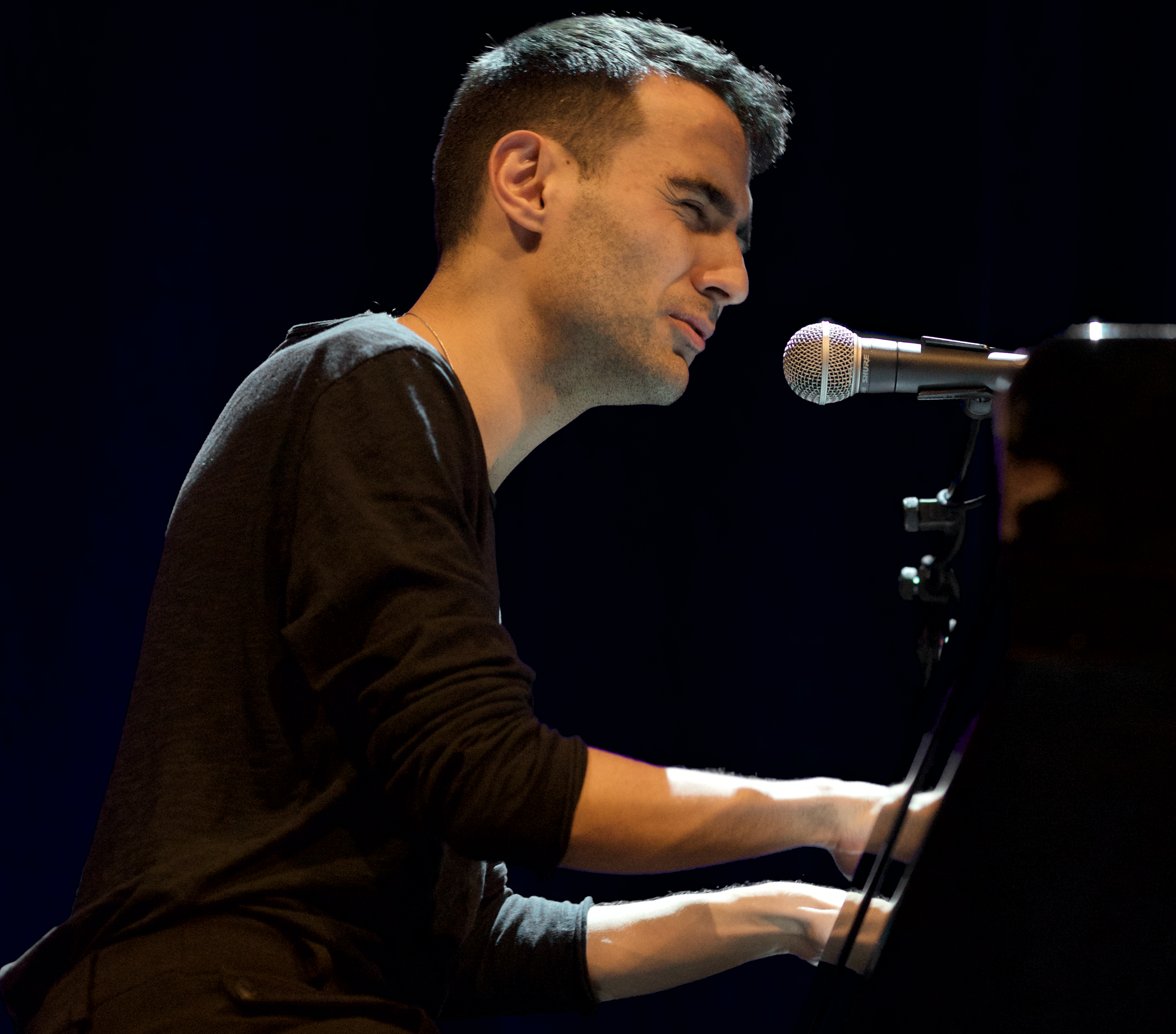
Tigran Hamasyan beim Transition Festival Tivoli Vredenburg Utrecht 2017

Wie das Trio durch Elmo Hopes „De-Dah“ krachte, das hier in ein kantiges Puzzle aus dunklen Harmonien und zitternden Grooves verwandelt wurde, gebe es ein Gefühl der Vertrautheit in Hamasyans unverwechselbarem Stil, schrieb Hugh Morris im Daily Bandcamp. Bisweilen klinge Hamasyan, als hätte er sich der Musik von außen nach innen genähert, einem solchen Abstraktionsgrad unterliegen bekannte Melodien wie „I Didn’t Know What Time It Was“ oder „All the Things You Are“. Hamasyans unvorhersehbare Beats seien der auffälligste Aspekt seiner Musik – sowohl die widersprüchlichen Polyrhythmen als auch die häufigen Gefühlswechsel, von mechanischen Wirbeln von Sechzehnteln bis hin zu Phrasen, die weit hinter dem Beat sitzen. Auf dem Programm stünden Jazzstandards, die ihn im Laufe seines Lebens geprägt haben, meinte Daniel Ender (Der Standard); auch hier sei sein geradezu programmatisches und auch biografisch bedingtes Grenzgängertum auf Schritt und Tritt zu hören.
Nate Chinen schrieb in Take Five bei WBGO, auch wenn  dies sein erstes Album mit Jazzstandards sei, bringt er viel von sich selbst in die Interpretationskunst ein, so in diesem sanft schimmernden Duett mit dem Tenorsaxophonisten Mark Turner in „All the Things You Are“, das alle Bebop-Fallen wegräume, um Zugang zum zarten Herzen von Jerome Kerns Komposition zu erhalten. Und in seinem zarten, arpeggierten Rahmen fange er etwas von dem ein, was der Texter Oscar Hammerstein II meinte, als er über „die atemlose Stille des Abends / das am Rande eines schönen Liedes zittert“ sprach.
Nach Ansicht von  Selwyn Harris (Jazzwise) geht Hamasyan mit den unkonventionellen Interpretationen von Broadway- bis Bebop-Standards auf StandArt mit seinem akustischen Klaviertrio neue Wege. Es sei vielleicht das am besten integrierte Beispiel seines höchst originellen persönlichen Idioms, das sich in den letzten zehn Jahren durch eine hochkarätige, actiongeladene Karriere weiterentwickelt habe.
Rolf Thomas von Jazz thing stellt fest, dass Hamasyan nicht gerade für die Interpretation von Standards bekannt sei. Wenn er sich nun gleich auf einem ganzen Album den Songs (zumeist) aus dem Great American Songbook widme, so werde dabei eine enorme Repertoirekenntnis deutlich, wie „De-Dah“ von Elmo Hope zeige, mit dem das Album eröffnet wird; der Titel sei nicht vielen Jazzfreunden bekannt. Teilweise gemeinsam mit Gaststars aus der ersten Reihe der US-Szene würde den acht ausgewählten Standards „makellose Eleganz und ein Verständnis für musikalische Tiefe verliehen.“
Günther Huesmann (SWR 2) zählte das Album zu den besten Jazz-Neuveröffentlichungen des Jahres und meinte,  Hamasyan habe einen Hang zum köstlich Metrisch-Vertracktem, und er fasziniere, wenn er tausendmal gehörte Jazzstandards unter die Lupe seiner multirhythmischen Ideen nehme. Plötzlich würde das scheinbar Komplizierte einfach und natürlich klingen. Dies sei große Kunst: So ein Piano-Solo wie über Kenny Dorhams Hard-Bop-Klassiker „Dee Dah“ habe man vorher noch nie gehört.